# Hôtel Legras du Luart
L'hôtel Legras du Luart est un monument situé dans la commune française du Mans dans le département de la Sarthe et la région Pays de la Loire.

## Historique
Le portail du XVIe siècle sur cour est inscrit au titre des monuments historiques par arrêté du 13 mars 1945.

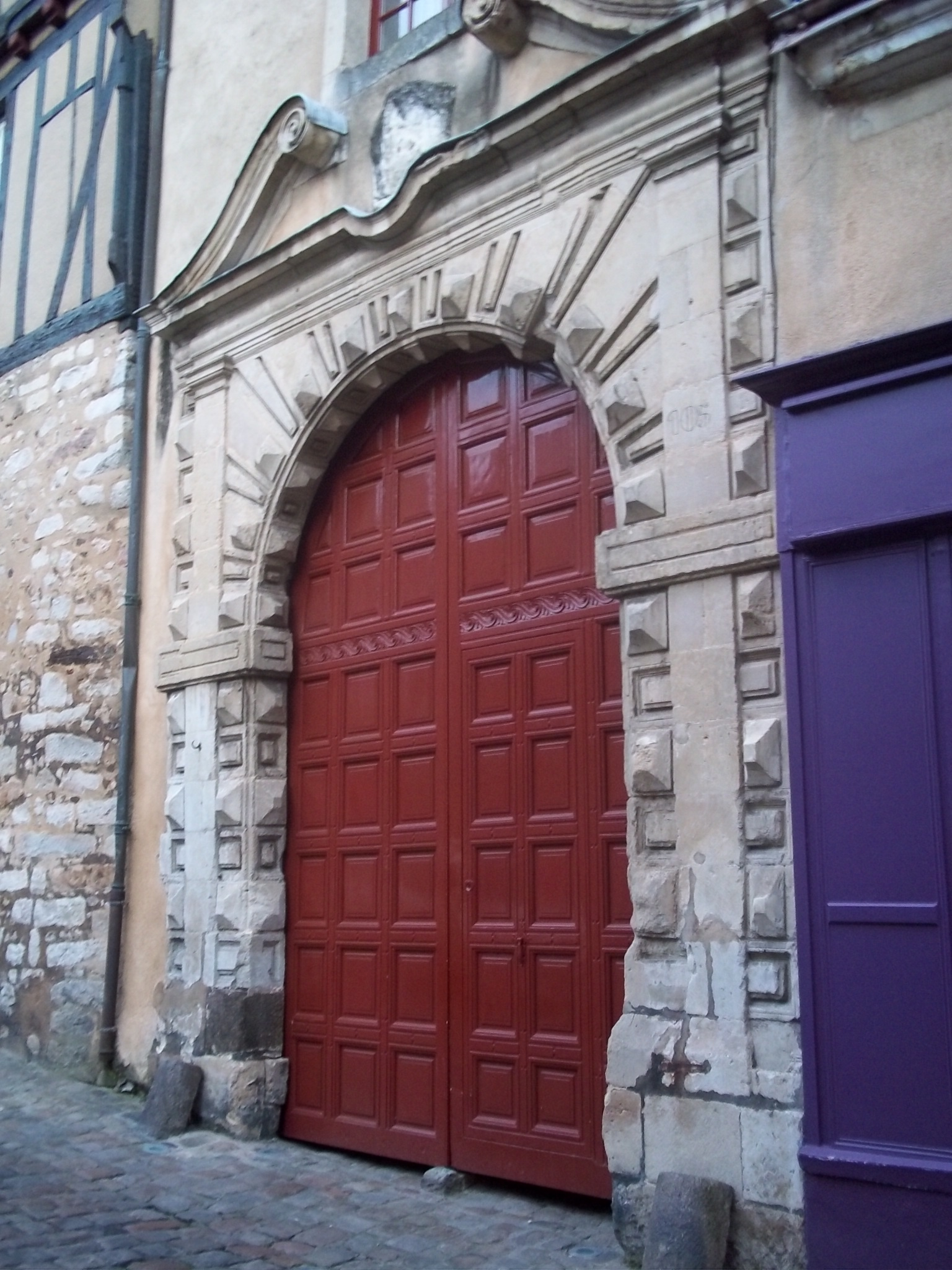
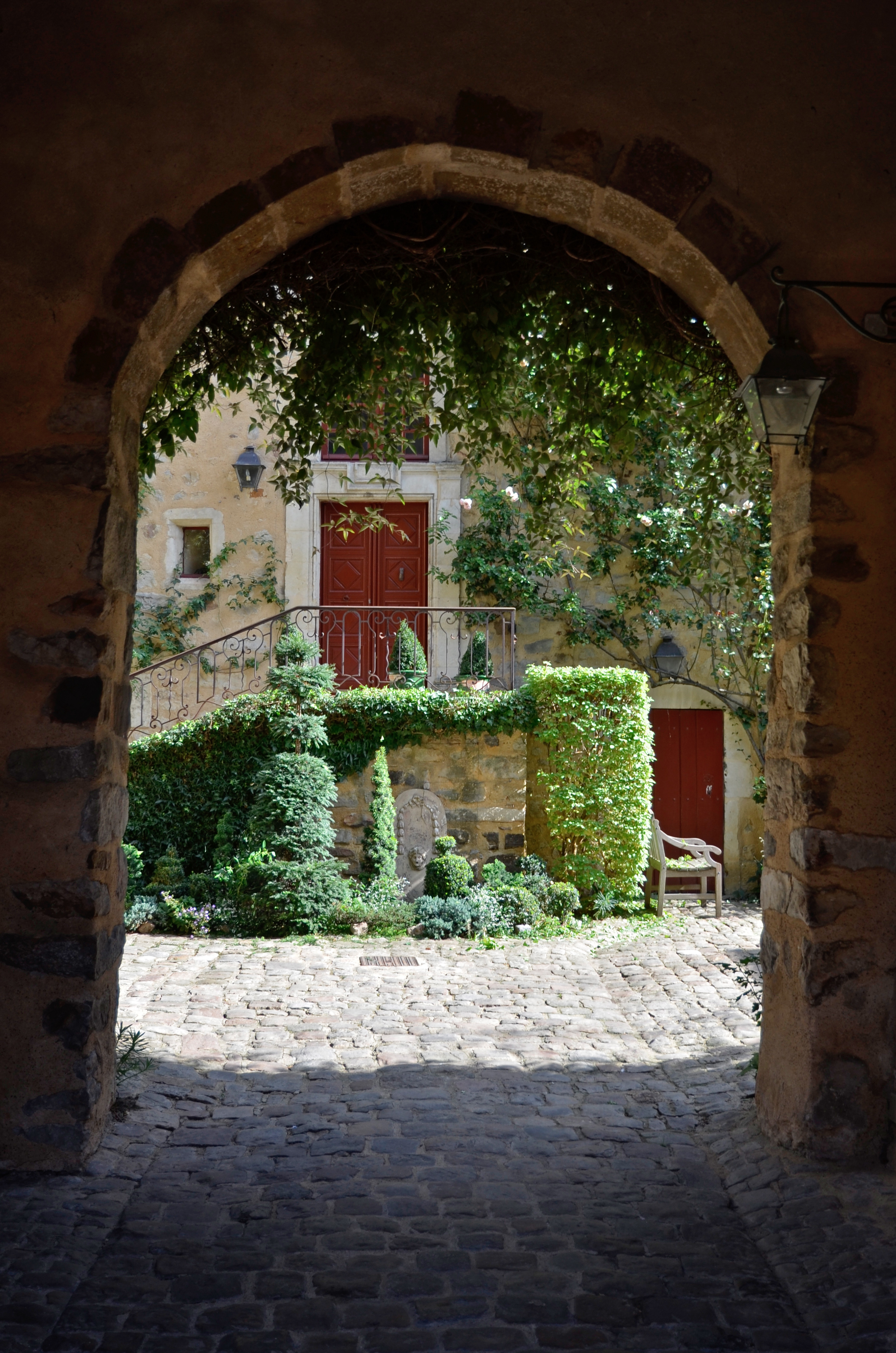
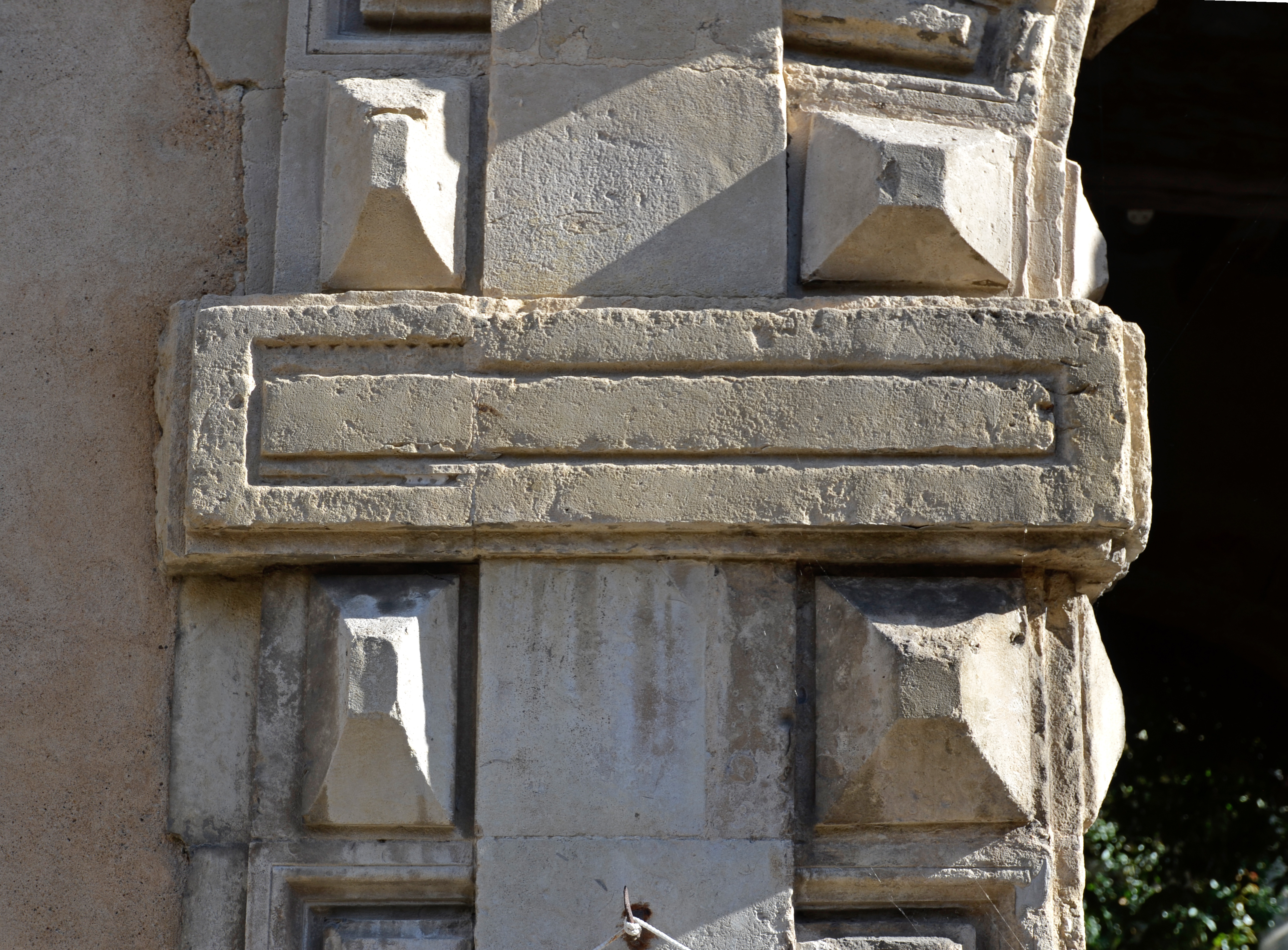